# オレステス (エウリピデス)
『オレステス』（オレステース、希: Ὀρέστης, Orestēs、羅: Orestes）は、古代ギリシアのエウリピデスによるギリシア悲劇の1つ。
題名通り、アガメムノーンの息子オレステースを題材としており、父の復讐で母クリュタイメーストラーを殺害した彼と姉のエーレクトラーが、アルゴスの民衆に殺されそうになる中、叔父夫婦であるメネラーオスとヘレネー等も加わりつつ、物語が進行する。
紀元前408年の大ディオニューシア祭で上演された。

## 日本語訳
- 『ギリシア悲劇全集 第4巻 エウリピデス篇 Ⅱ』 小川政恭訳、人文書院、1960年
- 『ギリシャ悲劇全集Ⅳ エウリーピデース編 Ⅱ』 内山敬二郎訳、鼎出版会、1978年
- 『世界古典文学全集9　エウリピデス』 松本仁助訳、筑摩書房、1965年
  - 新版『ギリシア悲劇Ⅳ エウリピデス（下）』 ちくま文庫、1986年
- 『ギリシア悲劇全集8』 中務哲郎訳、岩波書店、1991年
- 『オレステス』 山形治江訳、れんが書房新社[2]、2006年
- 『エウリピデス 悲劇全集 4』 丹下和彦訳、京都大学学術出版会〈西洋古典叢書〉、2015年